# Johannes Ehn
Johannes "John" Ehn, född 6 juli 1870 i Gösslunda, Skaraborgs län, död 7 januari 1928 i Banana, Kongo, var en svensk ingenjör verksam i Fristaten Kongo och Belgiska Kongo.

## Biografi
Johannes Ehn föddes 1870 i kyrkbyn Gösslunda i Lidköpings kommun och flyttade till Stockholm 1890 där han arbetade som järnsvarvare på en verkstad.
Han arbetade i Kongo i flera perioder åren 1895-1927, bl.a. i Boma och Banana, och var däremellan hemma i Sverige. Han utreste för första gången den 6 juni 1895 och de två första perioderna, 1895-1898 och 1899-1901, var han anställd som maskinchef på hjulångare (sternwheelers) på övre delen av Kongofloden. Den tredje perioden, 1903-1906, och i ytterligare tre perioder fram till 1913, var han anställd som maskininspektör (Inspecteur Mécanicien) i Boma efter Johan Ludwig Wall.
Åren 1927-1928 arbetade han med en schweizare som hette Luzanger i dennes palmoljefabrik i Chicamba i dagens Angola. Han var där till sin död. I ett brev till hans fru Hilma står det att han tros ha blivit förgiftad. Han begravdes i Banana, Kongo.
Världskulturmuseet i Göteborg har i sina samlingar 162 föremål, bl.a. spjut, sköldar, pilar, dolkar och musikinstrument, insamlade av Ehn under hans tid i Kongo på 1890-talet. Föremålen förvärvades 1933 från hans fru Hilma. Ett av musikinstrumenten är ett tumpiano från Kongo, som 2004-2007 ingick i den tidigare utställningen "Horisonter - röster från ett globalt Afrika".

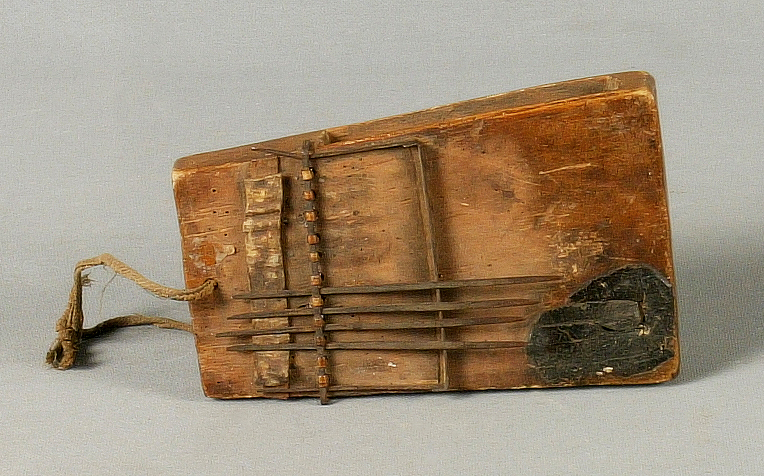
1933.10.0092. Sansa, tumpiano från Kongo, ur Världskulturmuseets samlingar.

## Familj
Johannes Ehn var son till Johannes Andersson Ehn och Maria Lena Johansdotter. I sitt första äktenskap med Hilda Maria Arenander (1877-1953) föddes sonen John Hjalmar Arenander (f. 1894) som dog i unga år, ca 1913. I sitt andra äktenskap med Hilma Olivia Häggblad (1874-1963) föddes sonen Alf Tancred Ehn (1907-1974).